# Gulfhaus Bardenfleth 7
Das Gulfhaus Bardenfleth 7 im niedersächsischen Elsfleth-Bardenfleth im Landkreis Wesermarsch stammt von um 1900.

Aktuell (2023) wird es als Wohnhaus und gewerblich genutzt.
Das Gebäude steht unter Denkmalschutz (siehe auch Liste der Baudenkmale in Elsfleth).

## Beschreibung
Das eingeschossige traufständige verklinkerte Wohn- und Wirtschaftsgebäude, bestehend aus der Gulfscheune und dem davorstehenden schmaleren Wohnhaus mit Drempel, wurde um 1900 gebaut. Beide Gebäude haben Satteldächer sowie segmentbogige Öffnungen, Rahmungen der Bögen und das Wohnhaus zudem einen geschossteilenden Fries, einen Schwebegiebel und ein verziertes aufsteigendes Gesims. An der linken, südlichen Seite des Wirtschaftsgiebels steht ein angebauter Stallflügel in Fachwerk mit Steinausfachungen, reetgedecktem Krüppelwalmdach und Niedersachsengiebel.
Das Landesdenkmalamt befand: „… geschichtliche Bedeutung … als beispielhaftes Gulfhaus der Zeit um 1900 … .“
Das Gulfhaus oder Ostfriesenhaus ist eine Bauernhausform, die im 16. und 17. Jahrhundert in Norddeutschland aufkam, mit massiven Außenwänden und zumeist innerem Holzgerüst.